# مهدی ممی‌زاده
مهدی ممی‌زاده (زادهٔ ۲۷ فروردین ۱۳۷۹) یک بازیکن فوتبال اهل ایران است که در پست وینگر راست برای باشگاه فوتبال شمس‌آذر در لیگ برتر خلیج فارس بازی می‌کند.
وی سابقه بازی در تیم‌های نیروی زمینی، خیبر خرم‌آباد، صنعت نفت آبادان، گل‌گهر سیرجان و ذوب‌آهن و شمس‌آذر قزوین را در کارنامه دارد.